# Abretano
Nella mitologia greca Abretano è un epiteto attribuito sia a Zeus che a Giove, utilizzato nella regione della Misia. 
L'epiteto deriva in particolare dalla provincia di Abretana, dove il culto del dio era molto praticato. Questa provincia, a sua volta, prese il nome da una ninfa, Abrèzia o Brettia. 
Secondo Strabone, Cleone di Gordiucome, fondatore della città di Giuliopoli, è stato uno dei sacerdoti di Giove Abretano. 